# Friedrich Kasy
Friedrich Kasy (* 25. September 1920 in Wien; † 4. Februar 1990 ebenda) war ein österreichischer Zoologe und Naturschützer.

## Leben
Friedrich Kasy, der Sohn eines Lokomotivführers und einer Kindergärtnerin, wuchs im Wiener Bezirk Floridsdorf auf, wo er Absolvent des dortigen Realgymnasiums war. Danach besuchte er eine Klasse der Bundes-Lehr- und Versuchsanstalt für chemische Industrie in Hernals und erlangte 1940 die Matura. Unmittelbar danach wurde er in die Wehrmacht eingezogen und diente knapp vier Jahre lang als Frontsoldat. 1945 geriet er, wie viele Soldaten auch, in sowjetische Kriegsgefangenschaft, die er fast drei Jahre lang in der russischen Taiga verbringen musste. Ende 1947 kam er nach Österreich zurück.
Kasy begann danach ein Studium der Botanik und Zoologie an der Universität Wien und schloss dieses 1952 mit seiner Dissertation ab, in der er über den Wasserhaushalt von Schmetterlingspuppen referierte. Nach vier Jahren Assistenztätigkeit wurde er 1956 Mitarbeiter am Naturhistorischen Museum, wo er zunächst an Krebsen und Spinnentieren forschte. Erst ab 1960 wurde ihm die Leitung der Lepidopterensammlung und somit die Aufsicht über die Schmetterlingsabteilung übertragen, der er bis zu seiner Pensionierung im Jahr 1985 vorstand. Sein Fachwissen vergrößerte er, indem er auch am British Museum of Natural History in London arbeitete.
Kasy galt neben seinen Kenntnissen über Schmetterlinge auch als engagierter Umweltschützer. So hat er auch mit privaten Geldmitteln Grundstücke in Niederösterreich und dem Burgenland aufgekauft, die sonst Bauprojekten zum Opfer gefallen wären. Er verfügte über Forschungsflächen in Deutsch-Altenburg, Gramatneusiedl und Jois. Forschungsreisen führten Kasy auch ins Ausland, darunter auf den Balkan, in den Nahen und Mittleren Osten und nach Nubien. In Mazedonien wurde er sogar kurzzeitig verhaftet, da er mitten in der Nacht auf fremdem Terrain mit einer Petroleumlampe nach Schmetterlingen geforscht hatte und das Militär dieses Verhalten zunächst nicht verstehen konnte. Nach wenigen Stunden wurde Kasy wieder freigelassen.
Bei Kasy wurde Ende der 1980er Jahre die Parkinson-Krankheit diagnostiziert. Er starb im Februar 1990 im Alter von 69 Jahren.

## Auszeichnungen
- 1965 Wissenschaftspreis des Landes Niederösterreich Förderungspreis
- Naturschutzbund Österreich: Paul-Tratz-Medaille
- WWF: Award for Conservation Merit
- Goldenes Ehrenzeichen für Verdienste um die Republik Österreich
- Land Niederösterreich: Josef-Schöffel-Preis

Die beiden letztgenannten Ehrungen gab Kasy jedoch später wieder zurück. Als Grund nannte er den Umgang der Politik mit den Demonstranten, die bei der Besetzung der Hainburger Au von der Polizei vertrieben wurden.